# Fricativa palatale sorda
La fricativa palatale sorda è una consonante presente in alcune lingue, che in base all'alfabeto fonetico internazionale è rappresentata col simbolo ç. 
Nella lingua italiana tale fono non è presente.

## Altre lingue

### Inglese
In certi dialetti dell'inglese, la sequenza /hj/ è pronunciata talvolta come fricativa palatale:
human "umano" [ˈhjuːmən] → [ˈçuːmən], huge "enorme" [ˈhjuːd͡ʒ] → [ˈçuːd͡ʒ]
Tuttavia nella lingua inglese non esistono delle coppie minime per /hj/ e /ç/, cosicché in tale lingua la fricativa palatale sorda non è da considerarsi un diverso fonema, bensì un allofono.

### Tedesco
In tedesco, tale fono è un allofono di x e corrisponde al grafema ⟨ch⟩ (quando non è preceduto da /a/, /o/, /u/):
- ich "io" [ˈʔɪç]
- möchte [ˈmœçtə]
- feucht [ˈfɔɪ̯çt]

### Norvegese
In norvegese il fono è reso con la grafia ⟨kj⟩, o quando la k precede i, y:
- kjøpe "comprare" [ˈçøːpe]
- kylling "pollo" [çʏlɪŋ]

### Greco
In lingua greca moderna tale fono è reso ⟨χ⟩ (seguita da /e/~/ɛ/ ed /i/) nell'alfabeto greco:
- ισχαιμία (traslitterato iskhaimía) "ischemia" [isçeˈmiɐ]
- ευχέλαιο (traslitterato eukhélaio) "unzione degli infermi, estrema unzione" [efˈçɛleo]
- χειρουργός (traslitterato kheirourgós) "chirurgo" [çirurˈɣɔs]
- χημεία (traslitterato khīmeía) "chimica" [çiˈmiɐ]
- ταυρομαχία (traslitterato tauromakhía) "tauromachia" [tɐvromɐˈçiɐ]
- χοιρομέρι (traslitterato khoiroméri) "prosciutto" [çiroˈmɛri]
- αισχύλειος (traslitterato aiskhýleios) "di Eschilo, eschiliano" [esˈçiʎos]

### Calabrese meridionale
Nel calabrese meridionale, tale fono è reso graficamente come ⟨χ⟩:
- χumara [çuˈməra]
- χuχara [çuˈçara]

### Siciliano
Il fono si riscontra in molti comuni della provincia di Agrigento, in qualcuno di quelli di Caltanissetta, e a Vallelunga (PA), e viene trascritto in vari modi (hj / sç / çi / ç / h / xhj / xj). Come per il calabrese, è dovuto al cambiamento del gruppi consonantico latino FL in posizione passa: 
- FLOREM → hjuri, sçiuri, sciuri, çuri, çiuri, hiuri, chiuri, xuri, xhjuri, xjuri
- FLATUS → hjatu, sçiatu, sciatu, çiatu, hiatu, xhiatu, xhatu, xatu, xhjatu, xjatu
- FLAMMA → hjamma, çiamma, çamma, hjamma, xhjamma, xhamma, xhjamma, xjamma, xamma
- AFFLARE → aççari, ahhiari, axxhiari, axxhari, axxiari, axxari, ahhjari, axxjari, ascçiari, açiari
- FLUMEN → hjumi, sçiumi, sciumi, çumi, hiumi, xhiumi, xhumi, xumi, xhjumi, xjumi